# Zgoda (województwo wielkopolskie)
Zgoda – wieś w Polsce położona w województwie wielkopolskim, w powiecie konińskim, w gminie Stare Miasto.
W latach 1975–1998 miejscowość należała administracyjnie do województwa konińskiego. Jest to niewielka wieś, licząca ok. 20 domów. Wieś należy do sołectwa i parafii Lisiec Wielki. 